# Peucetia betlaensis
Peucetia betlaensis là một loài nhện trong họ Oxyopidae.
Loài này thuộc chi Peucetia. Peucetia betlaensis được Subhendu Sekhar Saha & Dinendra Raychaudhuri miêu tả năm 2007.